# Кеслер
Кеслер (рум. Chesler) — село у повіті Сібіу в Румунії. Входить до складу комуни Мікесаса.
Село розташоване на відстані 241 км на північний захід від Бухареста, 39 км на північ від Сібіу, 83 км на південний схід від Клуж-Напоки, 122 км на північний захід від Брашова.

## Населення
За даними перепису населення 2002 року у селі проживали 110 осіб, усі — румуни. Усі жителі села рідною мовою назвали румунську.